# Ștefan cel Mare (Argeș)
Pour les articles homonymes, voir Ștefan cel Mare.
Ștefan cel Mare est une commune roumaine située dans le județ d'Argeș.